# Ørslev (Vordingborg Kommune)
Ørslev es una localidad situada en el municipio de Vordingborg, en la región de Selandia (Dinamarca), con una población en 2012 de unos 1828 habitantes.
Se encuentra ubicada en el extremo sur de la isla de Selandia, frente a la isla de Falster, junto a la costa del mar Báltico.